# Chienbäse

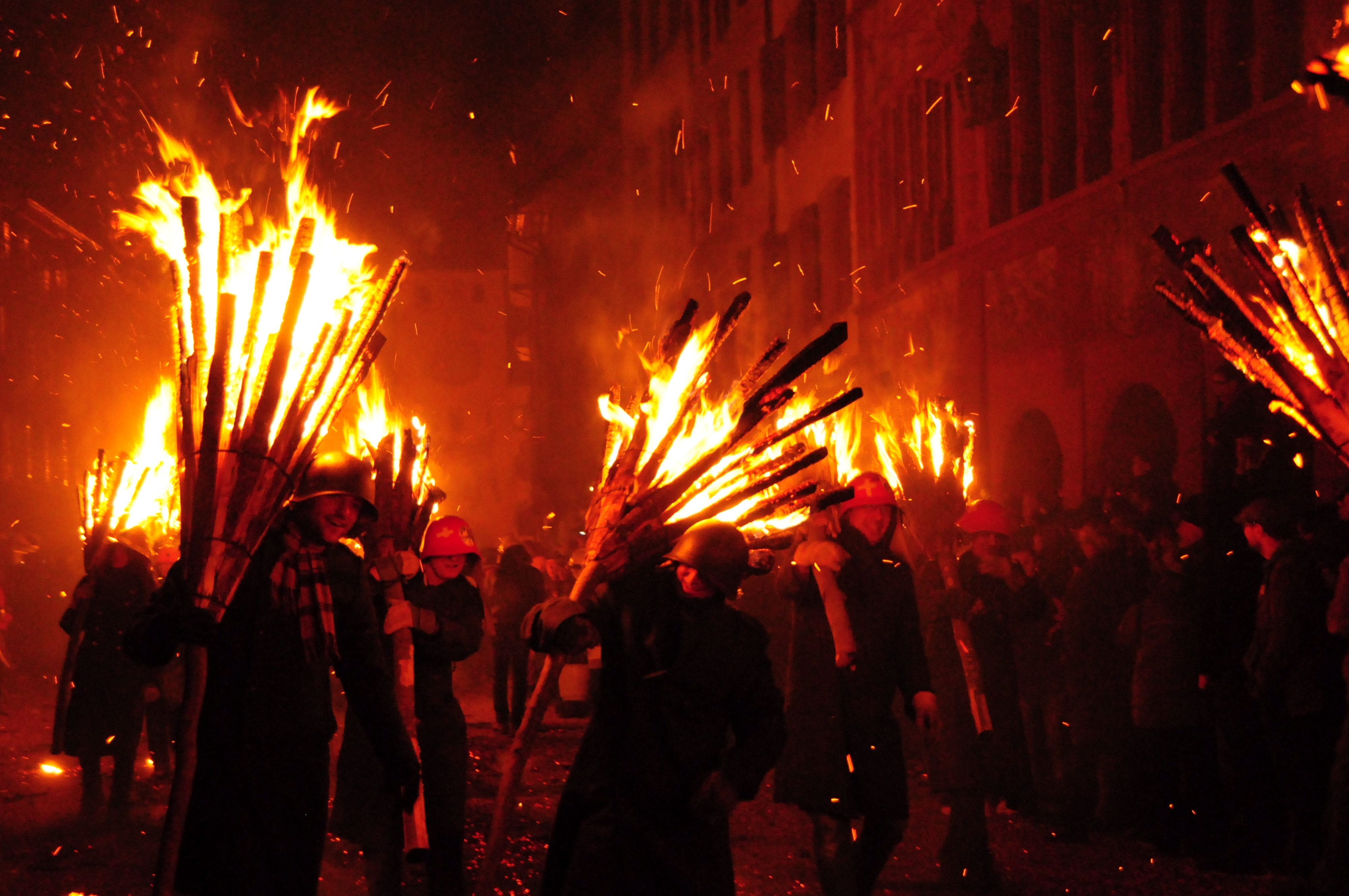
Chienbäsenträger

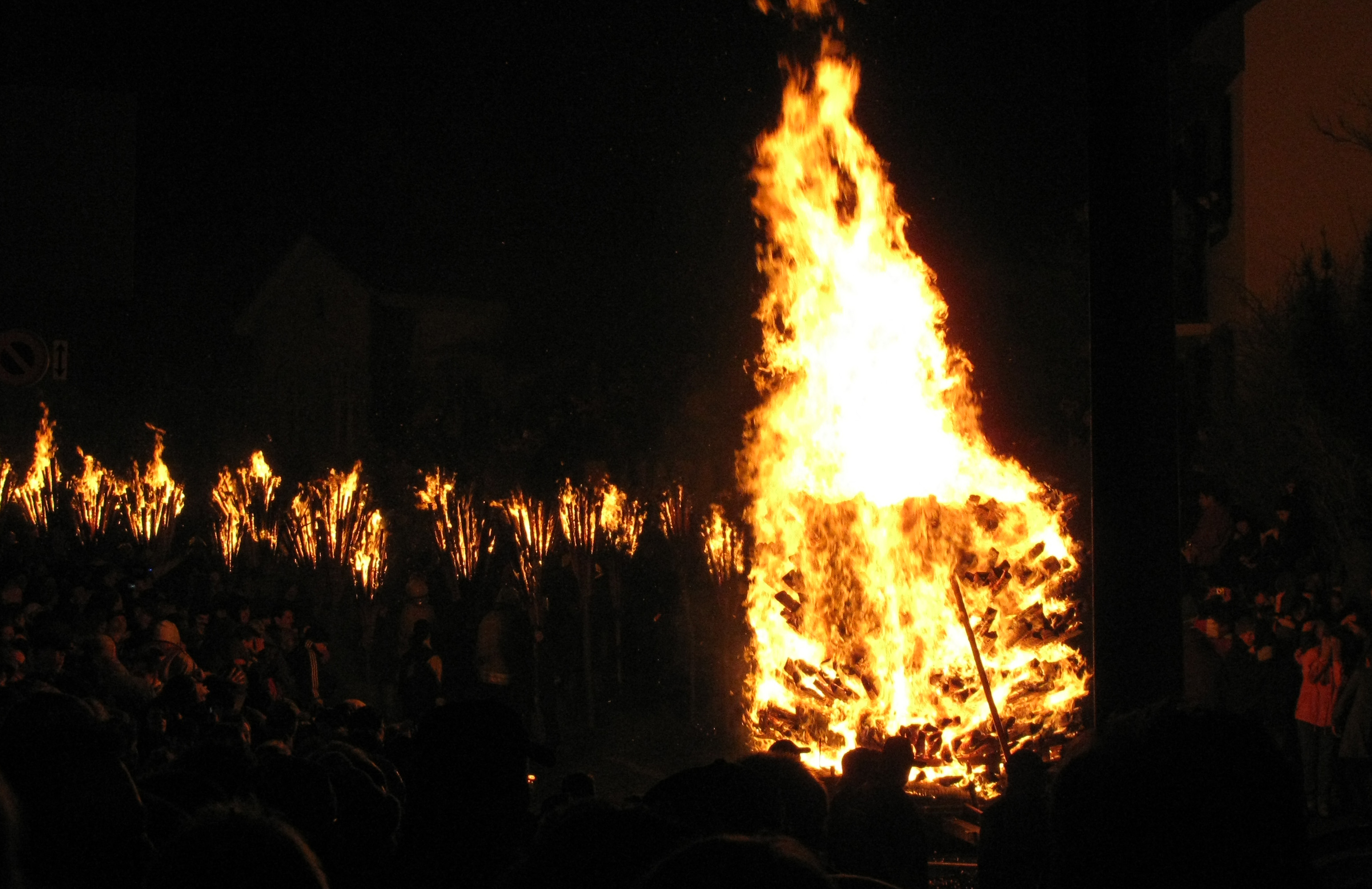
Chienbäse 2009, Besen und Feuerwagen auf der Burgstrasse

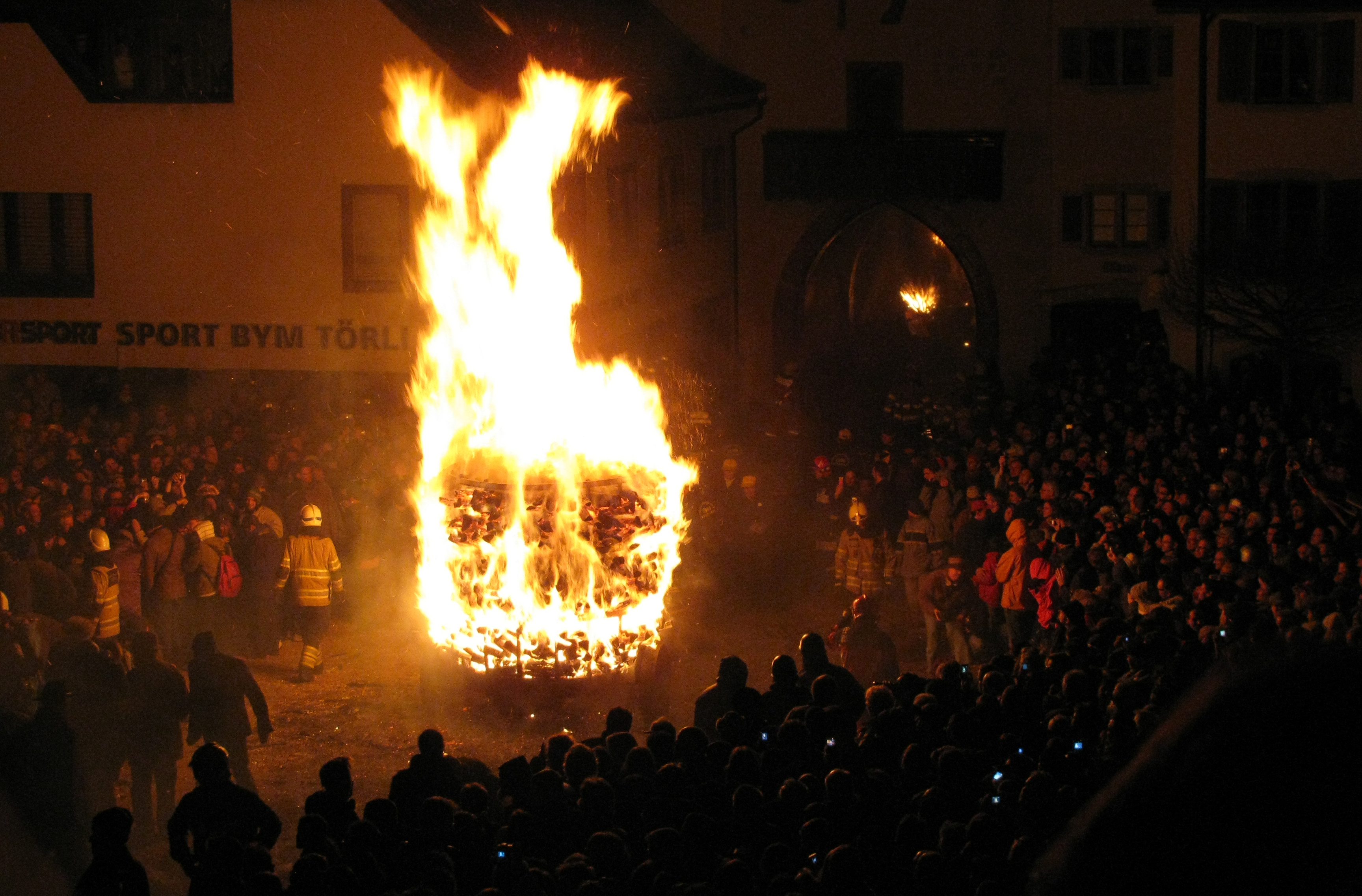
Chienbäse 2009, Feuerwagen vor der Durchfahrt durchs Obertor

Als Chienbäse (baseldeutsch für Föhrenholz-Besen) bezeichnet man eine am Sonntagabend nach Aschermittwoch stattfindende Fastnachtsveranstaltung in Liestal im Bezirk Liestal des Kantons Basel-Landschaft in der Schweiz. Dabei werden aus Kien, also Föhrenscheiten bzw. Kiefernholz gebundene «Besen» von 20 bis 100 kg Gewicht brennend durch die Liestaler Altstadt getragen.
Höhepunkte des Umzugs sind die etwa 20 Feuerwagen – eiserne Wagen, die jeweils mehrere Ster brennenden Holzes tragen. Besonders hoch lodern die Flammen nach der Fahrt durch das Liestaler Obertor auf.
Der Anlass zieht Zehntausende von Zuschauern aus der ganzen Schweiz und dem angrenzenden Ausland an. Dass in Liestal schon vor mehr als 200 Jahren am Funkensonntag Höhenfeuer auf den Anhöhen Burg und Weisse Fluh loderten, ist in Chroniken nachzulesen. Seit 1902 fanden im Zusammenhang mit der Fasnacht Fackelumzüge durch Liestal statt. Der Chienbäse-Umzug selbst wurde aber erst nach dem Ersten Weltkrieg vom Liestaler Bäcker Eugen Stutz begründet, zuerst als kleiner Umzug mit Schülern, nach einem Auslandaufenthalt ab 1924 in grösserer Form.
In Deutschland ist der Chienbäse als Feuerwagenumzug bekannt. Mittlerweile hat der Brauch ohne Feuerwagen unter dem Namen «Füürbäse» auch einen Ableger in Sirnach (Kanton Thurgau) gefunden.

## Sicherheit
Die Veranstaltung unterliegt strengen Sicherheitsregeln und findet unter der Einsatzleitung des Feuerwehrkommandanten der Stützpunktfeuerwehr Liestal mit Unterstützung umliegender Feuerwehren statt. Den Zuschauern wird geraten, alte, nicht leicht entzündbare Kleider zu tragen. Infolge der grossen Hitze müssen sich die Zuschauer oft ducken, besonders, wenn die Wagen kurz stehenbleiben. Aufgrund des Zuschaueraufkommens und der Enge der Liestaler Altstadt ist ein Zurückweichen dann kaum möglich.

## Route
Die Route beginnt in der Burgstrasse und führt über die Rathausstrasse, Rebgasse, Gerbergasse bis zum unteren Gestadeckplatz (Kreuzung Rosenmund). Unmittelbar vor dem eigentlichen Feuerumzug beginnt jeweils um 19:15 Uhr der Laternenzug. Fasnachtscliquen tragen kunstvoll gefertigte Laternen, wie sie auch an der Basler Fasnacht zu sehen sind, entlang der Route. Nach ca. 20 Minuten beginnt der eigentliche Feuerumzug mit Besenträgern und stählernen Wagen, welche die mehr oder weniger grossen Feuer geladen haben.

## Gastauftritt am ZürcherSechseläuten

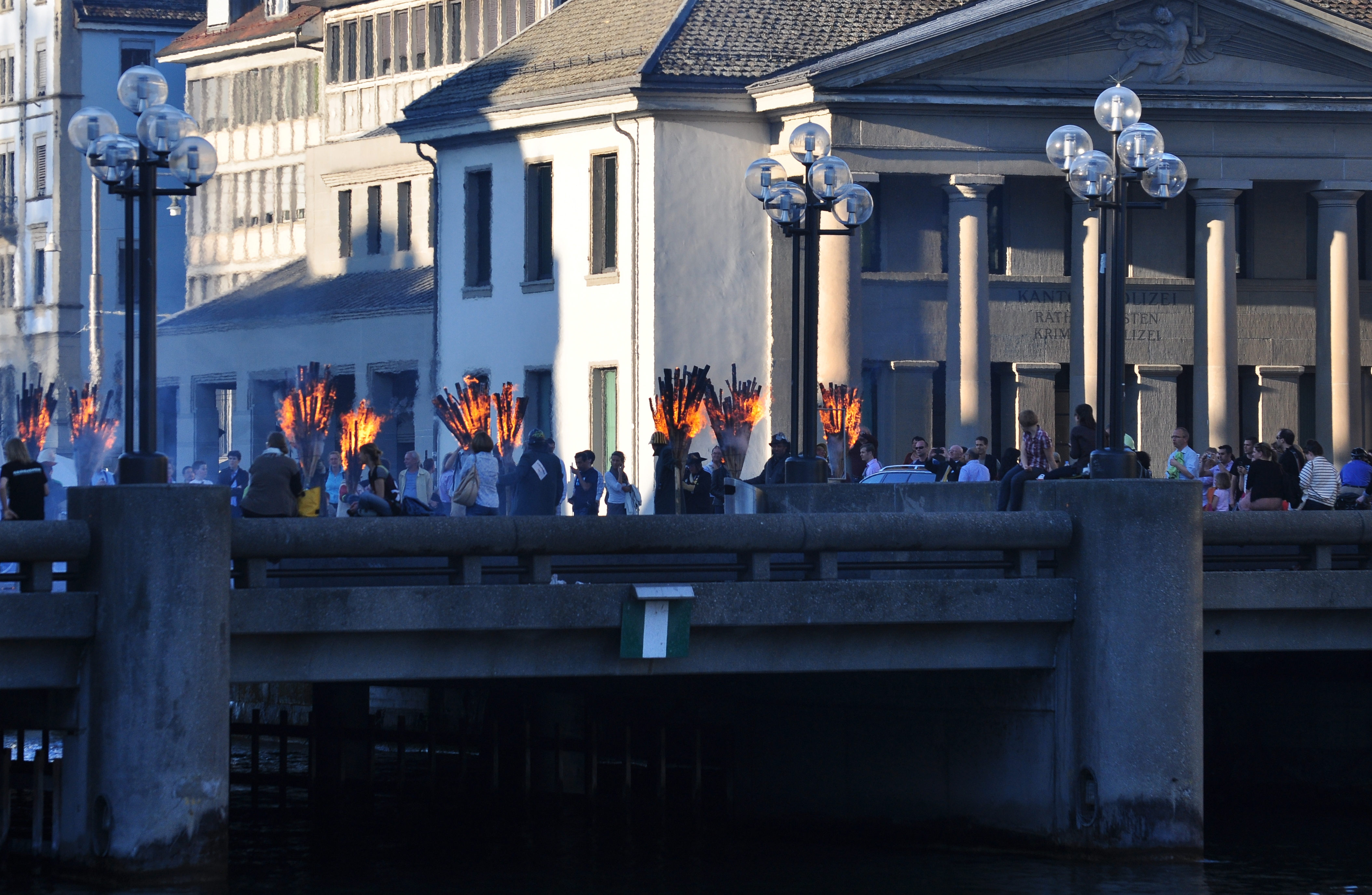
Auf der Gemüsebrücke, 2011
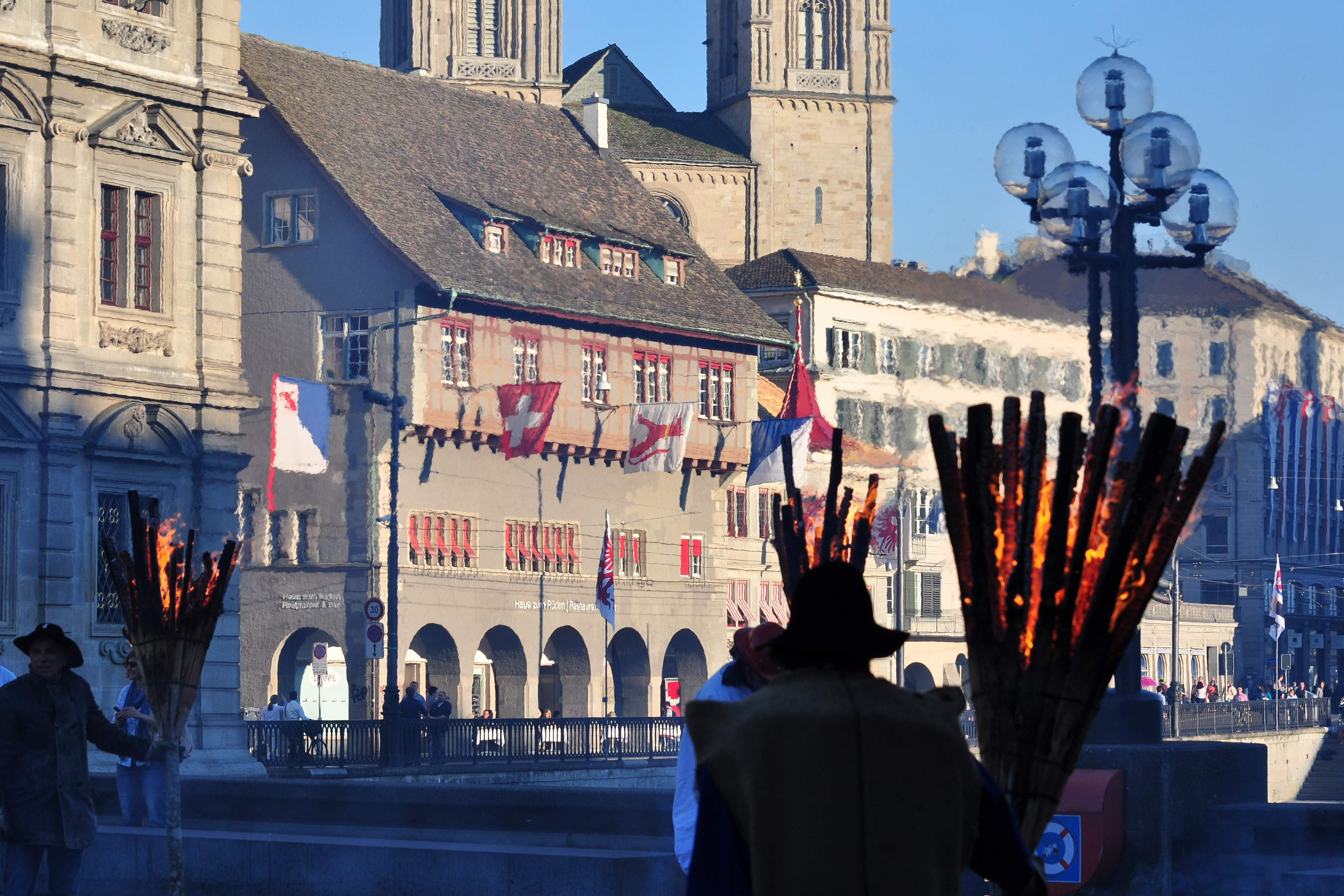
Blick zum Limmatquai und dem Grossmünster
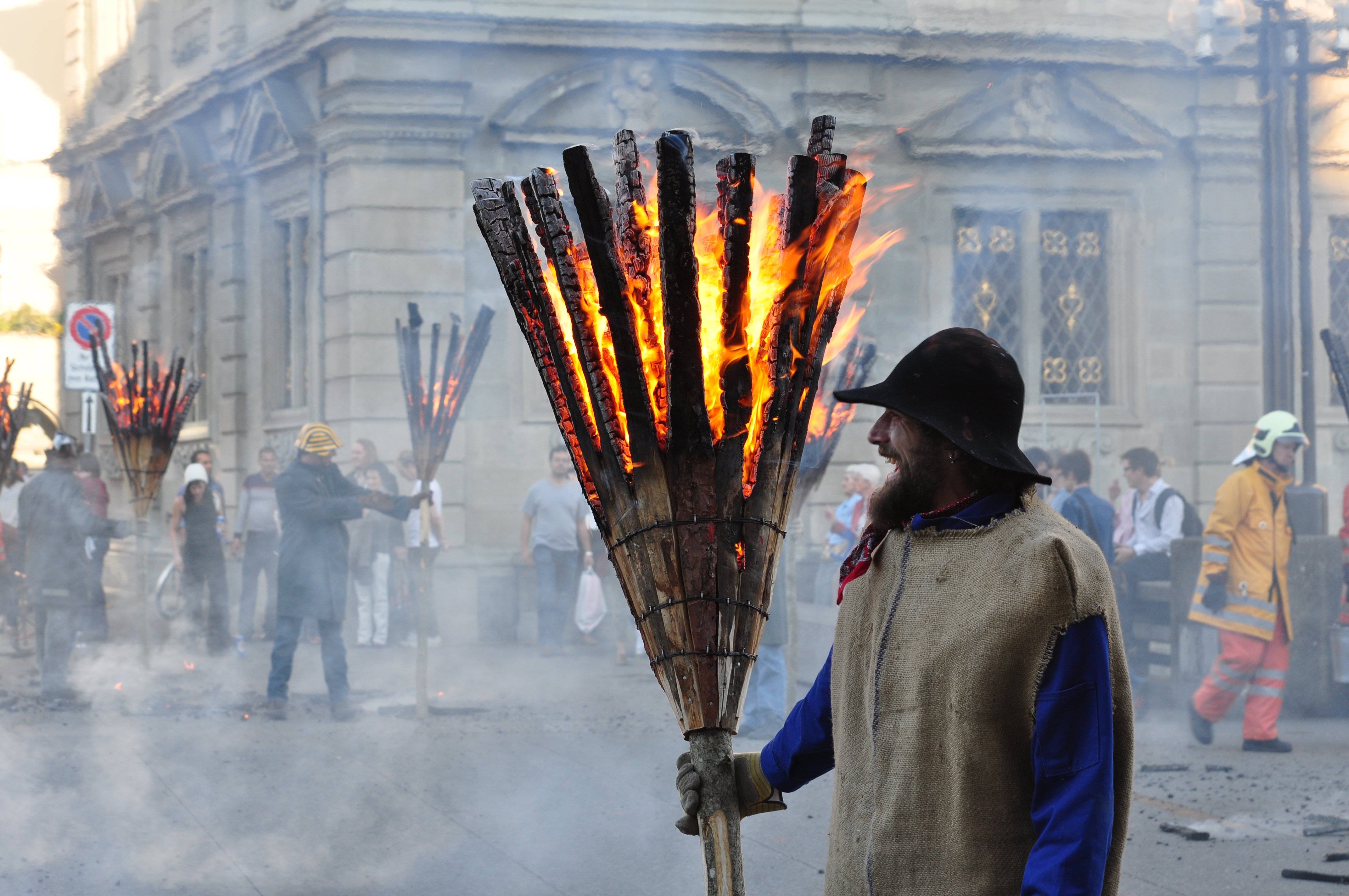
Chienbäsenträger in Zürich
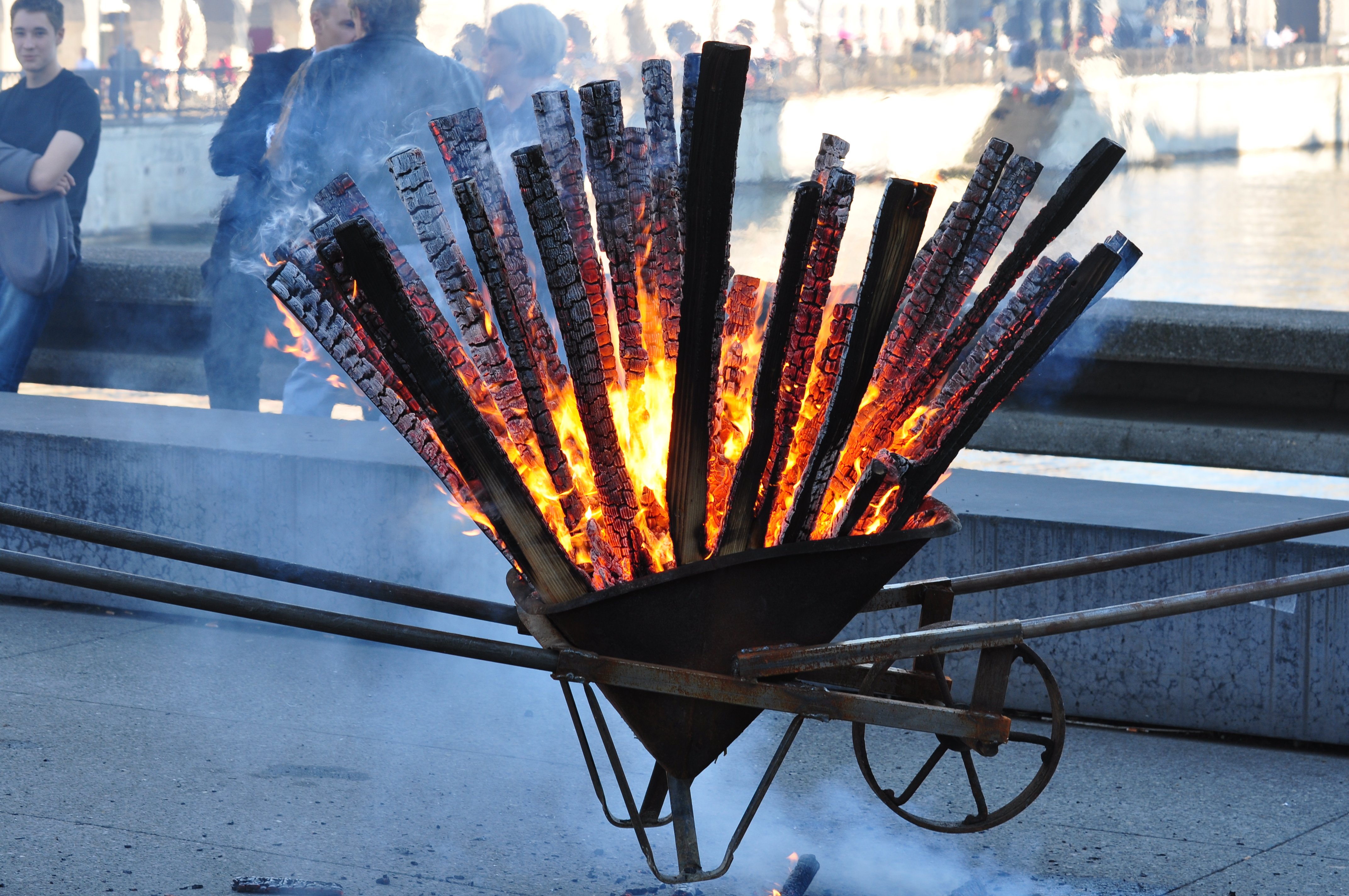
Feuerwagen